# Сандоландия

Сандоландия на карте штата.

Сандоландия (порт. Sandolândia) — муниципалитет в Бразилии, входит в штат Токантинс. Составная часть мезорегиона Западный Токантинс. Входит в экономико-статистический микрорегион Риу-Формозу. Население составляет  3 326 человек на 2010 год. Занимает площадь 3 528,622 км². Плотность населения — 0,94 чел./км².

## История
Город основан 1 января 1993 года. 

## Демография
Согласно сведениям, собранным в ходе переписи 2010 г. Национальным институтом географии и статистики (IBGE), население муниципалитета составляет:
| Полное население                               | Полное население                               | Полное население                               | Полное население                               | 3 326 |
| ---------------------------------------------- | ---------------------------------------------- | ---------------------------------------------- | ---------------------------------------------- | ----- |
| в том числе:                                   | Городское население                            | 1 764                                          | Процент городского населения, %                | 53,04 |
|                                                | Сельское население                             | 1 562                                          | Процент сельского населения, %                 | 46,96 |
|                                                | Мужское население                              | 1 741                                          | Процент мужского населения, %                  | 52,35 |
|                                                | Женское население                              | 1 585                                          | Процент женского населения, %                  | 47,65 |
| Плотность населения, чел/км²                   | Плотность населения, чел/км²                   | Плотность населения, чел/км²                   | Плотность населения, чел/км²                   | 0,94  |
| Население муниципалитета в % к населению штата | Население муниципалитета в % к населению штата | Население муниципалитета в % к населению штата | Население муниципалитета в % к населению штата | 0,24  |

По данным оценки 2016 года население муниципалитета составляет 3 410 жителей.

## Статистика
- Валовой внутренний продукт на 2003 составляет 13.686.061,00 реалов (данные: Бразильский институт географии и статистики).
- Валовой внутренний продукт на душу населения на 2003 составляет 3.874,88 реалов (данные: Бразильский институт географии и статистики).
- Индекс развития человеческого потенциала на 2000 составляет 0,712 (данные: Программа развития ООН).

## Важнейшие населенные пункты
| № | Населённый пункт | Населённый пункт (порт.) | Категория | Население чел. (2010) | На карте                        |
| - | ---------------- | ------------------------ | --------- | --------------------- | ------------------------------- |
| 1 | Сандоландия      | Sandolândia              | город     | 1 764                 | 12°32′26″ ю. ш. 49°55′37″ з. д. |
| 2 | Дориландия       | Dorilândia               | поселок   | 247                   | 12°14′26″ ю. ш. 49°44′47″ з. д. |